# Двадесетте и едно искания
Двадесетте и едно искания (на японски: 対華21ヶ条要求, традиционен китайски: 二十一條, опростен китайски: 二十一条, пинин: Èrshíyī tiáo) са отправени от японската империя по време на Първата световна война към Република Китай на 8 януари 1915 г. Приемането им би довело до сериозно засилване на японското икономическо и политическо влияние в Китай и Манджурия. В крайна сметка, Япония успява да ги прокара, но губи престиж и доверието на САЩ и Великобритания, които се противопоставят на тези апетити.
Китайското общество също реагира остро на исканията и се организира спонтанен масов бойкот на японски стоки, което води до спад на износа с 40 %. Великобритания оттегля доверието си към Япония и престава да я смята за партньор, главно заради засилването на японските позиции и отслабването на нейните собствени. Въпреки това, дипломатическия натиск на САЩ и Великобритания кара политиците в Токио да отменят петата група искания, които биха предоставили контрол над китайската икономика и биха довела до прекратяване на т.нар. „Политика на отворената врата“. На 25 май 1915 г., Япония постига исканията от първите четири групи.

## Обстановка
С победите си в Китайско-японската и Руско-японската война, Япония си извоюва обширна зона на влияние в Манджурия и северен Китай. Страната се присъединява към европейските сили в борбата за икономическо и политическо влияние. Свалянето на династия Цин в резултат на Синхайската революция и последвалото обявяване на република, начело с генерал Юан Шикай, предлага възможност за засилването на японските позиции. Япония изисква признаване на завладените германски колониални владения на полуостров Шандун, както и нови правомощия, които биха превърнали китайската република в марионетна държава.

## Първоначален вид
Японският министър-председател Окума Шигенобу и външният минситър Като Такааки изготвят първоначалния вид на двадесетте и едно искания, които биват прегледани от генро (висш съвещателен орган при императора) и император Тайшо и са одобрени от парламента. Този списък е представен на Юан Шикай на 18 януари 1915 г., заедно с предупреждение за сериозни последствия при отказ от приемането им.
Те са разделени на пет групи:
- Група 1 – потвърждава завладяването на германските пристанища в провинция Шандун и разширява японското влияние над железниците и главните градове.
- Група 2 – се отнася до зоната около Южноманджурската железница, като удължава периода за наем на 99 години, разширява зоната на влияние в южна Манджурия и Вътрешна Монголия, като включва екстериториалност, право на заселване на японци, назначаването на финансови и административни служители и приоритет за японските инвестиции в тези региони. Достъпът до Вътрешна Монголия е важен заради ресурсите, възможностите за изграждане на индустриална база и като буфер срещу евентуално руско навлизане в Корея.[4]
- Група 3 – поемане на контрола над металургичния и добивен комплекс Ханйепин в централната част на страната, който е затънал в дългове към японците
- Група 4 – забранява на Китай да отдава следващи концесии по бреговете или островите си на чужди държави.
- Група 5 – приемане на японски съветници, които да поемат контрола над китайските финанси и полиция. Разрешение за строеж на три главни железопътни линии, будистки храмове и училища. Контрол над провинция Фудзиен в близост до остров Тайван.

Японците се опитват да запазят в тайна исканията от последната група заради негативната реакция която неминуемо ще породи. Китайските политици всячески се опитват да спечелят време и разгласяват съдържанието на исканията до европейските държави с надеждата, че те ще окажат натиск и ще възпрат Япония от съображения за собствените си интереси.

## Японски ултиматум
На 26 април 1915 г., генро се намесва и премахва последната група искания, които срещат най-силна съпротива от страна на китайското правителство. Ревизираните тринадесет искания са предадени на 7 май под формата на двудневен ултиматум. Юан Шикай, който по това време се бори с местните военни диктатори за да установи властта си в Китай, не може да си позволи война с Япония и приема исканията. Двете страни подписват официално спогодбата на 25 май 1915 г.
Като Такааки по-късно разкрива, че самият Юан Шикай е подканил исканията да са под формата на ултиматум с цел китайското общество да не реагира негативно на приемането им.

## Последствия
Резултатите от тринадесетте искания са по-скоро негативни за Япония, тъй като не и предоставят повече от това, с което вече разполага в Китай. САЩ реагират отрицателно заради това, че японците не се придържат към Политиката на отворената врата. Великобритания гледа с нарастващо подозрение опитите за установяване на японски протекторат в Китай.
Впоследствие САЩ и Япония стигат до компромисно решение (Спогодбата Лансинг-Ишии) през 1917 г., което е одобрено на Парижката мирна конференция през 1919 г.
В Китай, японските действия са посрещнати изключително негативно и допринасят за зараждането на Движението „Четвърти май“ и китайския национализъм.
Японците настояват за пълен контрол над провинция Шандун и успяват да се наложат по време на следвоенните мирни преговори. В резултат на това, Китай не подписва Версайския мирен договор. През 1922 г., с американско посредничество, китайската република си връща формално контрола над Шандун, но японското икономическо влияние се запазва.